# Норашен (Арагацотнская область)
Нораше́н (арм. Նորաշեն) — село в Арагацотнской области Армении. Село расположено к западу от села Гехадир и к востоку от сёл Аревшат и Мец-Манташ соседней Ширакской области. Южнее села расположено Манташское водохранилище и гора Арагац.

## География
Село расположено на склоне горы Шарай, на расстоянии 61 км к северо-западу от центра области, города Аштарака. Высота над уровнем моря — 1950 м.

## История
Прежнее название села — Сачлу.
15 июля 1946 года село Сачлу Апаранского района Армянской ССР было переименовано в Норашен.

## Население
| Год         | 1831 | 1897 | 1926 | 1939 | 1959 | 1970 | 1979 | 1989 | 2001 | 2004 | 2008 |
| ----------- | ---- | ---- | ---- | ---- | ---- | ---- | ---- | ---- | ---- | ---- | ---- |
| Численность | 162  | 1037 | 1336 | 1182 | 838  | 929  | 924  | 1198 | 1141 | 1154 |      |

## Экономика
Население занимается животноводством, выращиванием зерновых и кормовых культур.

## Достопримечательности
В 5 км к северо-востоку от села расположена церковь Сурб Ованеса (XVI — XVII вв.), а в 4 км от села в том же направлении, на вершине горы Шарай - высеченная в скале часовня (XIV — XX вв.).